# Apoštolský exarchát Volyň, Polesí a Pidljašja
Apoštolský exarchát Volyň, Polesí a Pidljašja byl exarchát ukrajinské řeckokatolické církve, nacházející se na Ukrajině a zahrnující část Německa.

## Historie
Exarchát byl zřízen roku 1931.
Roku 1944 byl exarchát zrušen.

## Seznam apoštolských exarchů
- bl. Nikolaj Čarneckyj, C.SS.R. (1939-1944)